# The Fallout (альбом)
| Оценки критиков   | Оценки критиков |
| Источник          | Оценка          |
| ----------------- | --------------- |
| AbsolutePunk      | 75%             |
| Alternative Press | [ 2 ]           |

The Fallout — дебютный альбом группы Crown The Empire выпущенный 19 ноября 2012 года, в жанре пост-хардкор.

## Список композиций
| №                   | Название                     | Длительность |
| ------------------- | ---------------------------- | ------------ |
| 1.                  | «Oh, Catastrophe»            | 1:59         |
| 2.                  | «The Fallout»                | 3:56         |
| 3.                  | «Memories of a Broken Heart» | 4:13         |
| 4.                  | «Makeshift Chemistry»        | 4:11         |
| 5.                  | «The One You Feed»           | 3:53         |
| 6.                  | «Menace»                     | 4:28         |
| 7.                  | «Graveyard Souls»            | 3:22         |
| 8.                  | «Two's Too Many»             | 3:05         |
| 9.                  | «Evidence»                   | 3:26         |
| 10.                 | «Children of Love»           | 3:04         |
| 11.                 | «Johnny's Revenge»           | 4:15         |
| Общая длительность: | Общая длительность:          | 39:42        |

| №                   | Название                                   | Длительность |
| ------------------- | ------------------------------------------ | ------------ |
| 12.                 | «The Glass Elevator (Walls)» (re-recorded) | 2:59         |
| 13.                 | «Breaking Point» (re-recorded)             | 4:34         |
| 14.                 | «Wake Me Up» (re-recorded)                 | 4:20         |
| 15.                 | «Johnny Ringo» (re-recorded)               | 4:14         |
| 16.                 | «Voices» (re-recorded)                     | 3:19         |
| 17.                 | «Limitless» (re-recorded)                  | 4:21         |
| 18.                 | «Lead Me Out of the Dark» (re-recorded)    | 3:18         |
| Общая длительность: | Общая длительность:                        | 66:57        |

## Запись
Запись началась в августе 2012, когда в студию вошёл Джоуи Стёрджис. Запись началась с вокалиста Дэвида Эскамилльи.
Первый сингл «Makeshift Chemistry» вышел 23 октября 2012, а песня «Memories Of Broken Heart» вышла 8 ноября, за 11 дней до выхода альбома.

## Де-люкс издание
Для создания де-люкс издания, группа перезаписала свой первый EP Limitless, уже со вторым вокалистом — Дэвидом Эскамиллой, и с новым оборудованием: гитарами, барабанами. Для песни «Limitless» выпущено lyric-видео.

## Участники записи
Crown The Empire
- Энди Лео - вокал
- Дэвид Эскамиллья - вокал
- Беннет Вогельман - соло-гитара
- Брэндон Хувер - ритм-гитара
- Хейден Три - бас-гитара
- Брент Тадди - ударные
- Остин Дункан - клавишные

Дополнительные музыканты
- Кэсси Марин - женский вокал на треке 16

Художественное оформление
- Forfathers - арт-дирекция

Производственный персонал
- Джои Стёрджис - инжиниринг, мастеринг, сведение, продюсирование
- Брендан Бароне - музыка
- Crown The Empire - музыка
- Джефф Данн - редактирование ударных
- Ник Скотт - инженер

## Позиции в чартах
| Чарт               | Позиция |
| ------------------ | ------- |
| Independent Albums | 8       |
| Hard Rock Albums   | 7       |
| Top Heatseekers    | 1       |
| Top Rock Albums    | 37      |